# Neurologija
Neurologija je grana medicine koja se bavi proučavanjem bolesti živčanog sustava.
Ona vodi porijeklo od interne medicine. Krajem 19. stoljeća osnovana je na Medicinskom fakultetu u Parizu prva katedra za neurologiju.
Posebno se bavi opisom i objašnjenjem kliničke slike bolesti prouzrokovane patološkim procesima i lezijama u određenim strukturama živčanoga sustva ili poremećajima u njegovom funkcioniranju. Neurologija i psihijatrija se dijelom isprepliću. Predmet proučavanja neurologa su: središnji živčani sustav, (mozak i leđna moždina), kao i njima bliske strukture krvnih žila, perifernih živaca i veza živaca s muskulaturom.
Postoji posebna grana veterinarske neurologije koja se bavi neurologijom životinja. 